# Floricomus pythonicus
Floricomus pythonicus là một loài nhện trong họ Linyphiidae.
Loài này thuộc chi Floricomus. Floricomus pythonicus được Crosby & Bishop miêu tả năm 1925.